# ملومانس
ملومانس (کره‌ای: 멜로망스، انگلیسی: MeloMance) یک گروه دو نفرهٔ ایندی فولک اهل کره جنوبی است که در سال ۲۰۱۳ توسط هیوِن کامپنی تشکیل شد. نام گروه ترکیبی از دو واژهٔ «ملو» و «رمانس» است. این گروه فعالیت خود را در ۱۰ مارس ۲۰۱۵ با انتشار نخستین آلبوم چندآهنگهٔ خود با عنوان احساساتی آغاز کرد.

## اعضا
- کیم مین سوک (김민석) – آواز
- جونگ دونگ هوان (정동환) – پیانو

## ترانه‌شناسی

### آلبوم‌های چندآهنگه
| عنوان          | جزئیات آلبوم                                                                                | بالاترین جایگاه جدول | جدول               |
| عنوان          | جزئیات آلبوم                                                                                | کره جنوبی            | جدول               |
| -------------- | ------------------------------------------------------------------------------------------- | -------------------- | ------------------ |
| احساساتی       | - انتشار: ۱۰ مارس ۲۰۱۵ - ناشر: هیوِن کامپنی، تی‌اس‌ان کامپنی - فرمت: سی‌دی، دانلود دیجیتال      | —                    | —                  |
| رمانتیک        | - انتشار: ۱۷ فوریه ۲۰۱۶ - ناشر: هیوِن کامپنی، تی‌اس‌ان کامپنی - فرمت: سی‌دی، دانلود دیجیتال     | —                    | —                  |
| سان‌شاین        | - انتشار: ۶ دسامبر ۲۰۱۶ - ناشر: مینت پیپر، ان‌اچ‌ان انترتینمنت - فرمت: سی‌دی، دانلود دیجیتال   | ۴۶                   | —                  |
| مون‌لایت        | - انتشار: ۱۰ ژوئیه ۲۰۱۷ - ناشر: مینت پیپر، لئون انترتینمنت - فرمت: سی‌دی، دانلود دیجیتال     | ۴۸                   | —                  |
| The Fairy Tale | - انتشار: ۳ ژوئیه ۲۰۱۸ - ناشر: مینت پیپر، لئون انترتینمنت - فرمت: سی‌دی، دانلود دیجیتال      | ۲۴                   | - کره جنوبی: ۱٬۳۶۰ |
| فستیوال        | - انتشار: ۶ نوامبر ۲۰۱۹ - ناشر: مینت پیپر، لیبل جی‌اچ‌اس - فرمت: سی‌دی، دانلود دیجیتال         | ۶۵                   | —                  |
| دعوت           | - انتشار: ۳ مه ۲۰۲۲ - ناشر: ابیس کامپنی، کاکائو انترتینمنت - فرمت: سی‌دی، دانلود دیجیتال     | ۵۹                   | —                  |
| رومانس اکسپرس  | - انتشار: ۲۹ آوریل ۲۰۲۵ - ناشر: ابیس کامپنی، کاکائو انترتینمنت - فرمت: سی‌دی، دانلود دیجیتال | ۴۹                   | - کره جنوبی: ۱٬۵۰۰ |

### تک‌آهنگ‌ها
| عنوان | سال  | بالاترین جایگاه جدول | بالاترین جایگاه جدول | فروش‌ها (دانلود)        | آلبون                   |
| عنوان | سال  | کره جنوبی سرکل       | کره جنوبی هات        | فروش‌ها (دانلود)        | آلبون                   |
| --- | ---- | -------------------- | -------------------- | ---------------------- | ----------------------- |
| «آن شب» (그 밤)                                                                                              | ۲۰۱۵ | —                    | *                    | —                      | احساساتی                |
| «ای تو که مرا دوست داری» (나를 사랑하는 그대에게)                                                            | ۲۰۱۶ | —                    | *                    | —                      | رمانتیک                 |
| «از حسادت خوشم می‌آید» (질투가 좋아)                                                                          | ۲۰۱۶ | —                    | *                    | —                      | سان‌شاین                 |
| «هدیه» (선물)                                                                                                | ۲۰۱۷ | ۲                    | ۲                    | - کره جنوبی: ۵٬۰۰۰٬۰۰۰ | مون‌لایت                 |
| «جاست فرندز» (욕심)                                                                                          | ۲۰۱۸ | ۶                    | ۴                    | —                      | تک‌آهنگ بدون آلبوم       |
| «داستان» (동화)                                                                                              | ۲۰۱۸ | ۴                    | ۵                    | —                      | The Fairy Tale          |
| «تو و من» (인사)                                                                                             | ۲۰۱۹ | ۴                    | —                    | —                      | تک‌آهنگ‌های خارج از آلبوم |
| «فستیوال» (축제)                                                                                             | ۲۰۱۹ | ۵۳                   | —                    | —                      | تک‌آهنگ‌های خارج از آلبوم |
| «برگرد» (고백)                                                                                               | ۲۰۲۱ | ۱۷                   | ۹                    | —                      | تک‌آهنگ‌های خارج از آلبوم |
| «دعوت» (초대)                                                                                                | ۲۰۲۲ | ۶۹                   | *                    | —                      | دعوت                    |
| «یک روز درخشان» (찬란한 하루)                                                                                | ۲۰۲۳ | ۲۶                   | *                    | —                      | تک‌آهنگ‌های خارج از آلبوم |
| «بین عشق و دوستی» (사랑과 우정사이)                                                                          | ۲۰۲۴ | ۸۸                   | *                    | —                      | تک‌آهنگ‌های خارج از آلبوم |
| «شگفتی در هر روزی» (아무 날의 서프라이즈)                                                                    | ۲۰۲۵ | —                    | *                    | —                      | رومنس اکسپرس            |
| «—» نشان‌دهندهٔ آثاری است که وارد جدول نشدند. «*» نشان‌دهندهٔ این است که جدول مربوطه در آن زمان وجود نداشته است. |      |                      |                      |                        |                         |

### موسیقی متن
| عنوان | سال  | بالاترین جایگاه جدول | بالاترین جایگاه جدول | فروش           | گواهی‌نامه‌ها        | آلبوم                              |
| عنوان | سال  | کره جنوبی گائون      | کره جنوبی هات        | فروش           | گواهی‌نامه‌ها        | آلبوم                              |
| --- | ---- | -------------------- | -------------------- | -------------- | ------------------ | ---------------------------------- |
| «عمیق‌تر شدن» (짙어져)                                                                                        | ۲۰۱۷ | ۲۲                   | ۴۳                   | - KOR: 252,552 | —                  | اواس‌تی زرد                         |
| «می‌خواهم عاشق شوم» (사랑하고 싶게 돼)                                                                        | ۲۰۱۷ | —                    | —                    | - KOR: 18,273  | —                  | اواس‌تی چون این اولین زندگیمه       |
| «روزی نه چندان دور» (아주 멀지 않은 날에)                                                                    | ۲۰۱۷ | ۶۶                   | —                    | - KOR: 25,884  | —                  | اواس‌تی دختران و پسران قرن بیستم    |
| «من در کنارت خواهم بود» (네 옆에 있을게)                                                                     | ۲۰۱۸ | ۹۳                   | —                    | —              | —                  | اواس‌تی ادیسه کره‌ای                 |
| «تو» | ۲۰۱۸ | ۴                    | ۵                    | —              | - کی‌ام‌سی‌ای: پلاتین | اواس‌تی Two Yoo Project Sugar Man   |
| «روز خوب» (좋은 날)                                                                                          | ۲۰۱۸ | ۴۲                   | ۴۴                   | —              | —                  | اواس‌تی آقای آفتاب                  |
| «شیشه» (유리)                                                                                                | ۲۰۱۸ | —                    | —                    | —              | —                  | اواس‌تی چرا                         |
| «داستان ما» (우리의 이야기)                                                                                  | ۲۰۲۱ | ۹۷                   | ۶۱                   | —              | —                  | اواس‌تی سلول‌های یومی                |
| "Better For Me" (그게 더 편할 것 같아)                                                                       | ۲۰۲۱ | ۴۲                   | ۹۸                   | —              | —                  | اواس‌تی Nth Romance                 |
| «عشق، شاید» (사랑인가 봐)                                                                                    | ۲۰۲۲ | ۴                    | ۶                    | —              | —                  | اواس‌تی خواستگاری کاری              |
| «آهنگ شاد»                                                                                                   | ۲۰۲۲ | ۹۱                   | *                    | —              | —                  | اواس‌تی غم‌های ما                    |
| «لینک» (링크)                                                                                                | ۲۰۲۲ | —                    | *                    | —              | —                  | اواس‌تی پیوند: بخور، عشق بورز و بکش |
| «—» نشان‌دهندهٔ آثاری است که وارد جدول نشدند. «*» نشان‌دهندهٔ این است که جدول مربوطه در آن زمان وجود نداشته است. |      |                      |                      |                |                    |                                    |

## فیلم‌شناسی

### مجموعه تلویزیونی
| سال  | عنوان          | نقش    | توضیحات               | منابع  |
| ---- | -------------- | ------ | --------------------- | ------ |
| ۲۰۲۲ | خواستگاری کاری | خودشان | حضور افتخاری (قسمت ۳) | [ ۱۵ ] |